# Кириченко Микола Михайлович
Мико́ла Миха́йлович Кириче́нко (нар. 24 грудня 1942, с. Кінашівка Кобеляцького району, Полтавської області — пом. 7 червня 2013, с. Корещина, Глобинського району Полтавської області) — український музикант (баяніст) та педагог. Заслужений артист України (1994).

## Кар'єра
Закінчив Житомирське музичне училище (1970).
Працював концертмейстером вокально-хореографічних ансамблів «Веселка» (Полтавська філармонія, 1961—1963), «Льонок» (Житомирська філармонія, 1963—1967), «Росава» (Черкаська філармонія, 1968—1987).
У 1987—1994 рр. — артист Полтавської філармонії та музичний керівник ансамблю «Чураївна».
У 1994—1997 рр. — викладач Полтавського музичного училища.

### Альбом
- «Доля у нас — два крила» (2008) (разом з Раїсою Кириченко[2])

### Відеографія
- «Автограф» (1984) (разом з Раїсою Кириченко[3])
- «Я вдячна всім, хто вимолив мене у Бога» (2007) (разом з Раїсою Кириченко[4])
- «Два крила» (1999) (разом з Раїсою Кириченко[5])
- «Два крила» (разом з Раїсою Кириченко у програмі «Музична Скринька»[6][7])

## Особисте життя
У 1962 році познайомився зі співачкою ансамблю «Веселка» Раїсою Корж (Кириченко), з якою одружився 15 грудня 1963 року і не розлучався до її смерті 9 лютого 2005, проживши разом майже 42 роки. Дітей вони не мали.
Микола Михайлович акомпанував Раїсі Панасівні на баяні, а за порадою Віталія Білоножка вперше заспівав дуетом з Раїсою пісню «Не твоя вина». Після цього Раїса і Микола співали дуетом ще кілька пісень. Микола Ляпаненко написав текст пісні «Доля у нас — два крила», яку подружжя Кириченків виконували дуетом — ця пісня увійшла до однойменного альбому, а також на цю пісню було знято кілька ліричних відео.
Після смерті дружини Микола Кириченко доглядав за її батьківською хатою у селі Корещина, упорядковував творчу спадщину дружини, допомагав її учениці та відвідував фестивалі та концерти пам'яті Раїси Кириченко. 
У 2008 році відкрив на подвір'ї Землянківської школи Глобинського району, яка носить ім'я Раїси Кириченко, пам'ятник створений частково власним коштом, а у 2012 році також брав участь у відкритті пам'ятника у Полтаві у 2012 році. Того ж року переніс інфаркт.
Помер Микола Кириченко внаслідок аритмії на 71-му році життя у Корещині 7 червня 2013 року. Похований у Корещині на сільському кладовищі поряд з дружиною і тещею.

## Пам'ять
Відповідно до заповіту Миколи Кириченка, Музей-садиба «Мамина вишня» перейшла у спадщину другу родини Михайлу Лопушенко, який передав її у комунальну власність.
У 2023 році було встановлено гравертони Раїсі Кириченко та Миколі Кириченку в Черкаська обласній філармонії.